# Monte Armstrong
Il Monte Armstrong (in lingua inglese: Mount Armstrong) è una montagna antartica che si innalza fino a circa 2.330 m, situato circa 9 km a sud-sudest del Monte Goodale. È situato nelle Hays Mountains, catena montuosa che fa parte dei Monti della Regina Maud, in Antartide. 
Il monte fu mappato nel 1960-64 dalla United States Geological Survey (USGS ) sulla base di ispezioni in loco e utilizzando le fotografie aeree scattate dalla U.S. Navy.
La denominazione è stata assegnata dall'Advisory Committee on Antarctic Names (US-ACAN) in onore di Thomas B. Armstrong, rappresentante dell'United States Antarctic Research Program (USARP) alla Stazione Palmer nell'estate 1966-67.